# Velika Baba
Il monte Velika Baba  con 2.127 m s.l.m. è una cima delle Alpi Giulie e della Slovenia.

## Descrizione
La vette è situata al confine tra Austria e Slovenia rispettivamente nei comuni di Eisenkappel-Vellach e di Jezersko. Si trova nello spartiacque tra Drava e la Sava.

## Ascensioni
- Jezersko - Kranjski planinski dom na Ledinah - sella Jezersko sedlo (valico) - Velika Baba (4 ore) [2]